# Jimmy Dunn
James "Jimmy" Dunn, född 23 oktober 1922 i Rutherglen, Lanarkshire, Skottland, var en skotsk professionell fotbollsspelare. Han var framgångsrik högerback i Leeds United under 12 år mellan 1947 och 1959. Han spelade 443 matcher och gjorde ett mål, varav 422 ligamatcher och ett ligamål, för Leeds innan han flyttade till Darlington i division 4 där han spelade ytterligare en säsong och 27 matcher. Därefter spelade han en kort period i Scarborough innan en knäskada tvingade honom att avsluta spelarkarriären i förtid.